# Àdud-ad-Dawla
Abu-Xujà Fannà Khusraw, més conegut pel seu làqab Àdud-ad-Dawla (àrab: عضد الدولة, ʿAḍud ad-Dawla) (Esfahan 24 de setembre del 936 - Bagdad, 26 de març de 983) fou un sobirà buwàyhida fill de l'amir al-umarà buwàyhida Rukn-ad-Dawla Hàssan ibn Búyah (o Buwayh). Va tenir com a mestre a Abu-l-Fadl ibn al-Amid que fou visir del seu pare a Rayy. Va establir la pau pública a Fars i Iraq, imposant el fi de les manifestacions polítiques i una administració regular eficaç, i fent de patró a alguns erudits xiïtes com al-Mufid, i restaurant un bon nombre de santuaris xiïtes. Fou mecenes de poetes i savis, però molt exigent; ell mateix va compondre alguns versos.

## Biografia
El 949 va morir el seu oncle Imad-ad-Dawla Alí sense fills, i seguint la seva voluntat, el seu nebot Khusraw de 13 anys fou nomenat hereu al Fars; molts dels oficials d'Imad-ad-Dawla eren nobles daylamites amb més dret que els buwàyhides (que també eren daylamites però d'origen humil) i per evitar una revolta contra el seu hereu, Imad-ad-Dawla, abans de morir va arrestar un grup dels oficials i quan el nebot va arribar a Siraz, la capital de Fars, Imad-ad-Dawla el va rebre i el va asseure al seu tron a palau, i va cridar a tots els cortesans a la seva presència. Tot i així no va poder evitar una revolta al cap de poc temps de morir el novembre del 949. Adud-ad-Dawla (de fet encara no portava aquest títol) va rebre l'ajut del seu pare. Rukn-ad-Dawla es va trobar llavors amb el visir de Muïzz-ad-Dawla enviat amb el mateix propòsit i junts van restablir a Fanna Khusraw al tron, dominant la situació. Rukn-ad-Dawla va annexionar el districte d'Arrajan als seus dominis (abans part del Fars). En endavant el jove va governar Fars sense problemes.

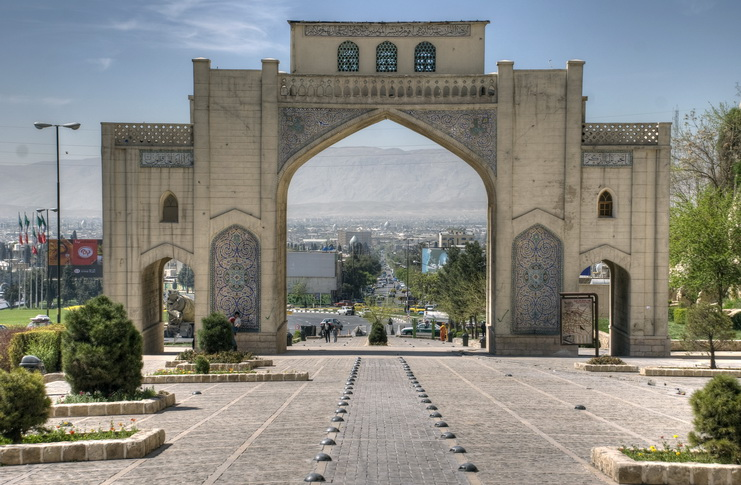
La Porta de l'Alcorà a Siraz (Iran)

El 962 va rebre del califa el làqab (títol) d'Adud-ad-Dawla. El seu once Muïzz-ad-Dawla, buwàyhida d'Iraq, va aconseguir el control de Bàssora després del novembre de 947 i des de llavors va tenir com a objectiu controlar Oman, on es cobraven les taxes del comerç cap a l'oceà Índic; el 966 Muïzz-ad-Dawla i Adud-ad-Dawla van enviar una expedició conjunta a Oman que va imposar el domini buwàyhida directe però els governadors imposats no van tardar a ser expulsats.
El 967 va morir el seu altre oncle Muïzz-ad-Dawla que li va deixar l'Oman; el 968 va conquerir Kirman a Ilyasa i el govern d'aquesta província li fou reconegut pel califa, i el governador de Sistan el va reconèixer com el seu sobirà.
El 970/971, va avortar l'intent d'un germà de l'anterior governador de Kirman Ilyasa, que tenia el suport samànida, al qual va derrotar, i tot seguit va infligir una derrota decisiva als seus aliats els Kuč-Baluč el 13 de desembre del 970 que havien estat els principals aliats de tots els governadors musulmans del Kirman. Llavors va dominar el Kirman i va estendre la seva autoritat cap al sud-est, a Tiz i el Makran poblat de tribus qufs (sud de Kirman) i balutxis (sud-est) als que va sotmetre, arribant fins a la costa del golf Pèrsic al port d'Hormuz. L'agost i setembre del 971 va haver de fer una expedició contra els balutxis que havien trencat el seu jurament de fidelitat i els va infligir una decisiva derrota el 8 de gener de 972, després de la qual es va establir com a grangers.
Adud-ad-Dawla havia deixat oberta la ruta del golf cap a Oman, i el 972 va enviar un exèrcit que va conquerir Suhar a Oman. Entre 972 i 974 els seus comandants van conquerir les zones de muntanya del país, el que li va garantir un domini que fins aleshores cap governant havia tingut a Oman. El 973 es va signar un tractat general de pau amb els samànides, pel qual els buwàyhides acordaven pagar un tribut de 150000 dinars a l'any.
El 974 es va revoltar a Kirman un antic oficial samànida que es va apoderar de Bam. Llavors (974) va voler expropiar al seu cosí Izz-ad-Dawla Bakhtiyar que havia succeït a Muïzz-ad-Dawla a l'Iraq (967). El 975 va enviar una expedició a Kirman que va ocupar Bam. Tot seguit, un altre cop el fill d'Ibn Ilyas fou derrotat a Djiroft. En endavant la frontera entre buwàyhides i samànides al Kirman ja no va partir més conflictes en vida d'Adud-ad-Dawla.
Ara seguia amb la idea d'expropiar a Izz-ad-Dawla Bakhtiyar. Aquest s'havia vist sorprès per una revolta de les seves tropes turques i havia quedat tancat a Wasit, mentre els rebels dominaven Bagdad i Khuzestan; i Adud-ad-Dawla va convèncer el seu pare Rukn-ad-Dawla, que era el degà de la família i que governava al Jibal, de fer una expedició en ajut de Bakhtiyar amb les tropes pròpies i algunes que en va enviar Rukn-ad-Dawla des de Rayy. No obstant va retardar tant com va poder la intervenció a l'espera de què Bakhtiyar estigués a punt de ser derrotat; llavor va actuar, va derrotar els rebels (30 de gener del 975) i va entrar a Bagdad el 31 de gener del 975.
Al cap de dos mesos, sota pressió, Bakhtiyar va abdicar (12 de març del 975). Aquesta actuació va molestar tant al seu pare Rukn-ad-Dawla que el va obligar a restablir a Bakhtiyar, i encara que Adud va obeir, del disgust que el pare va tenir es va posar malalt i va morir el 16 de setembre del 976. Adud-ad-Dawla fou reconegut ja abans com a hereu del seu pare, però va deixar governar com a vassalls als seus germans Muàyyid-ad-Dawla a Esfahan (976-984) i Fakhr-ad-Dawla a Rayy i Hamadan (974-980). La mort del pare el va afavorir perquè li deixava el camí lliure cap Iraq.
Quan el 977 va envair Iraq, Bakhtiyar ja l'esperava; s'havia aliat a Fakhr-ad-Dawla de Rayy, als hamdànides, als cap kurd hasanwayh Barkezani i a Imran ibn Xahin, emir de les maresmes del sud d'Iraq, i s'havia avançat cap a Ahwaz, on es van trobar els dos exèrcits. Adud va aconseguir la victòria l'1 de juliol del 977 prop de la ciutat. Finalment l'octubre Bakhtiyar va reconèixer la sobirania d'Adud-aldDawla i li va demanar permís per marxar a establir-se a Síria. Bakhtiyar es va dirigir doncs cap a Síria i passant per Mossul l'hamdànida Fadl Allah Abu Taghlib ben Hasan al-Ghadanfar el va encoratjar a intentar recuperar el poder. Amb ajut de l'emir hamdànida, Bakhtiyar va retornar a l'Iraq però les forces col·ligades van patir una greu derrota a mans d'Adud prop de Samarra (a Qasr al-Juss) el 29 de maig del 978. Bakhtiyar va ser capturat i executat després de la batalla i Abu-Taghlib fou perseguit durant uns quants mesos i els seus estats ocupats incloent Mossul. La major part de la Jazira, i el Diyar Bakr i el Diyar Rabia van passar als búyides. En els mesos següents va sotmetre als kurds.
Adud-ad-Dawla va casar a la seva filla amb el califa Al-Ta'i (974-991). Va obtenir també un segon làqab, el de Taj-al-Mil·la, i el privilegi que a la lectura de la khutba el nom de l'amir-al-umarà fos llegit després del nom del califa.
Bakhtiyar havia buscat aliats arreu; Imran ibn Xahin emir d'al-Batiha (la zona de maresmes més al sud d'Iraq amb Bàssora), al cap kurd Hasanwayh al-Barzikani, a Fakhr-ad-Dawla governador de Rayy i Pèrsia del nord, i al ziyàrida de Tabaristan, Bisutun. Encara que no havien tingut temps de participar Adud-ad-Dawla va decidir que havien de ser castigats. A Tabaristan va ajudar a Qabus ibn Wuixmaguir per assolir el tron contra altres germans. A la Batiha, on ara (979) governava al-Hàssan ibn Imran, fill i successor d'Imran ibn Xahin, es van enviar dues expedicions, fins que el 980 va acceptar pagar tribut; una altra expedició fou enviada contra els hasanwàyhides; al seu germà Fakhr li va enviar una carta suau, que va obtenir una violenta resposta; el 980 Adud-ad-Dawla va marxar en persona contra el Djibal i Rayy; Fakhr, abandonat per tothom, va haver de fugir a Qazwin on va formar una lliga amb el seu sogre ziyàrida Qabus ibn Wuixmaguir, a la que entraria el samànida Nuh II ibn Mansur; Adud havia suport a Qabus (enfrontat amb els seus germans) però les relacions familiars vanm pesar més en aquest. Fakhr se'n va anar a Nixapur per les negociacions adients amb Nuh II. Durant l'expedició, encara en territori hasanwàyhida, Adud va tenir alguns atacs d'epilèpsia; les fortaleses dels hasanwàyhides foren reduïdes però Adud i els seus metges van considerar prudent retornar a Bagdad.
El 980 el rebel romà d'Orient Bardes Escler es va refugiar al Diyar Bakr i va demanar asil i ajut a Adud-ad-Dawla; però al mateix temps l'imperi va enviar una ambaixada a Bagdad i, absent Adud, va obtenir una contesta favorable a les seves peticions del cadi Abu-Bakr al-Bakil·laní. Quan Adud de retorn va saber aquest suport, li va donar el seu vistiplau i va refusar la petició d'ajut de Bardes Escler, que fou posat sota custòdia amb el resta de la seva família. El mateix any també va arribar a Bagdad una ambaixada del califa fatimita al-Aziz (975–996) que havia sentit rumors que Adud planejava envair Egipte. El sobirà buwàyhida va donar seguretats que no es faria cap invasió però la delegació egípcia no va retornar ben convençuda.
L'agost/setembre del 980 Adud havia ocupat Hamadan, que pertanyia al seu germà Fakhr-ad-Din i les regions al sud i est de la ciutat; el seu germà pel seu costat havia ocupat Rayy. Poc després va arribar el ministre del seu germà, Muàyyid-ad-Dawla, Ismaïl ibn Abbad, procedent de Rayy (octubre/novembre) per negociar la transferència d'aquesta ciutat (abans de Fakhr-ad-Din) a Muàyyid. Rayy no fou l'única recompensa que Muàyyid va rebre per haver restat lleial a Adud en el conflicte amb el seu germà i Bakhtiyar: l'amir al-umarà li va donar el govern de Hamadan i Nihawand i se li van donar també les tropes que abans estaven al servei de Fakhr (que encara foren incrementades després per combatre els samànides).
Qabus va perdre part del Tabaristan davant Muàyyid-ad-Dawla (finals del 980) però va refusar aliar-se a Muàyyid contra els samànides que donaven suport a Fakhr-ad-Dawla (juliol/agost del 981) i Adud va obtenir llavors del califa el nomenament oficial del seu germà Muàyyid-ad-Dawla com a governador del Tabaristan i Gurgan (Djurdjan), amb el dret de conquistar els territoris. Muàyyid va aconseguir dominar militarment les dues províncies (982) i les va governar reforçat amb el nomenament del califa; Qabus, aliat amb Fakhr-ad-Din, no el va poder expulsar tot i el suport que va rebre del samànida Nuh II.

## Visirs
Inicialment va tenir com a visir a Nasr ibn Harun, un cristià. Després va duplicar el càrrec i va nomenar un segon visir que fou a Mutàhhar ibn Abd-Al·lah.

## Construccions
Entre les seves construccions cal esmentar:
- L'observatori d'Esfahan.
- Una resclosa al riu Kur entre Siraz i Istakhr (any 960) que regava 300 poblets de Fars i fou conegut com a Band-i Amir.
- Bimaristan-i Adhudi o Hospital al-Adudí, un a Bagdad i un a Siraz.[12]
- Mausoleu de la tomba d'Alí ibn Abi-Tàlib a Najaf (on fou enterrat).